# 1re étape du Tour de France 2000
Pour un article plus général, voir Tour de France 2000.
La 1re étape du Tour de France 2000 a eu lieu le 1er juillet 2000 au Futuroscope sur une distance de 16,5 km. Il a été remporté par le Britannique David Millar (Cofidis), devant le grand favori de l'épreuve, l'Américain Lance Armstrong (US Postal Service), et le Français Laurent Jalabert (ONCE-Deutsche Bank).

## Classement de l'étape
| \| Classement de l'étape \| Classement de l'étape \| Classement de l'étape \| Classement de l'étape \| Classement de l'étape \| \| Coureur \| Coureur \| Pays \| Équipe \| Temps \| \| --------------------- \| --------------------- \| --------------------- \| ------------------------------- \| --------------------- \| \| 1er \| David Millar \| Royaume-Uni \| Cofidis-Le Crédit par Téléphone \| 19 min 03 s \| \| 2e \| Lance Armstrong \| États-Unis \| US Postal Service \| DQ \| \| 3e \| Laurent Jalabert \| France \| ONCE-Deutsche Bank \| + 13 s \| \| 4e \| Jan Ullrich \| Allemagne \| Deutsche Telekom \| + 14 s \| \| 5e \| David Cañada \| Espagne \| ONCE-Deutsche Bank \| + 16 s \| \| 6e \| Alex Zülle \| Suisse \| Banesto \| + 20 s \| \| 7e \| Viatcheslav Ekimov \| Russie \| US Postal Service \| + 21 s \| \| 8e \| Simone Borgheresi \| Italie \| Mercatone Uno-Albacom \| + 27 s \| \| 9e \| Tyler Hamilton \| États-Unis \| US Postal Service \| + 33 s \| \| 10e \| Erik Dekker \| Pays-Bas \| Rabobank \| + 36 s \| |                    |             |                                 |             |
| |                    |             |                                 |             |
| |                    |             |                                 |             |
| Classement de l'étape |                    |             |                                 |             |
| Coureur | Coureur            | Pays        | Équipe                          | Temps       |
| 1er | David Millar       | Royaume-Uni | Cofidis-Le Crédit par Téléphone | 19 min 03 s |
| 2e | Lance Armstrong    | États-Unis  | US Postal Service               | DQ          |
| 3e | Laurent Jalabert   | France      | ONCE-Deutsche Bank              | + 13 s      |
| 4e | Jan Ullrich        | Allemagne   | Deutsche Telekom                | + 14 s      |
| 5e | David Cañada       | Espagne     | ONCE-Deutsche Bank              | + 16 s      |
| 6e | Alex Zülle         | Suisse      | Banesto                         | + 20 s      |
| 7e | Viatcheslav Ekimov | Russie      | US Postal Service               | + 21 s      |
| 8e | Simone Borgheresi  | Italie      | Mercatone Uno-Albacom           | + 27 s      |
| 9e | Tyler Hamilton     | États-Unis  | US Postal Service               | + 33 s      |
| 10e | Erik Dekker        | Pays-Bas    | Rabobank                        | + 36 s      |

## Classement général
Le classement général de l'épreuve reprend donc le classement de l'étape du jour, le Britannique David Millar (Cofidis-Le Crédit par Téléphone) devançant l'Américain Lance Armstrong (US Postal Service) et le Français Laurent Jalabert (ONCE-Deutsche Bank).
| \| Classement général \| Classement général \| Classement général \| Classement général \| Classement général \| \| Coureur \| Coureur \| Pays \| Équipe \| Temps \| \| ------------------ \| ------------------ \| ------------------ \| ------------------------------- \| ------------------ \| \| 1er \| David Millar \| Royaume-Uni \| Cofidis-Le Crédit par Téléphone \| 19 min 03 s \| \| 2e \| Lance Armstrong \| États-Unis \| US Postal Service \| DQ \| \| 3e \| Laurent Jalabert \| France \| ONCE-Deutsche Bank \| + 13 s \| \| 4e \| Jan Ullrich \| Allemagne \| Deutsche Telekom \| + 14 s \| \| 5e \| David Cañada \| Espagne \| ONCE-Deutsche Bank \| + 16 s \| \| 6e \| Alex Zülle \| Suisse \| Banesto \| + 20 s \| \| 7e \| Viatcheslav Ekimov \| Russie \| US Postal Service \| + 21 s \| \| 8e \| Simone Borgheresi \| Italie \| Mercatone Uno-Albacom \| + 27 s \| \| 9e \| Tyler Hamilton \| États-Unis \| US Postal Service \| + 33 s \| \| 10e \| Erik Dekker \| Pays-Bas \| Rabobank \| + 36 s \| |                    |             |                                 |             |
| |                    |             |                                 |             |
| |                    |             |                                 |             |
| Classement général |                    |             |                                 |             |
| Coureur | Coureur            | Pays        | Équipe                          | Temps       |
| 1er | David Millar       | Royaume-Uni | Cofidis-Le Crédit par Téléphone | 19 min 03 s |
| 2e | Lance Armstrong    | États-Unis  | US Postal Service               | DQ          |
| 3e | Laurent Jalabert   | France      | ONCE-Deutsche Bank              | + 13 s      |
| 4e | Jan Ullrich        | Allemagne   | Deutsche Telekom                | + 14 s      |
| 5e | David Cañada       | Espagne     | ONCE-Deutsche Bank              | + 16 s      |
| 6e | Alex Zülle         | Suisse      | Banesto                         | + 20 s      |
| 7e | Viatcheslav Ekimov | Russie      | US Postal Service               | + 21 s      |
| 8e | Simone Borgheresi  | Italie      | Mercatone Uno-Albacom           | + 27 s      |
| 9e | Tyler Hamilton     | États-Unis  | US Postal Service               | + 33 s      |
| 10e | Erik Dekker        | Pays-Bas    | Rabobank                        | + 36 s      |

## Classements annexes
| Classement par points | Classement par points | Classement par points | Classement par points           | Classement par points |
| Coureur               | Coureur               | Pays                  | Équipe                          | Points                |
| --------------------- | --------------------- | --------------------- | ------------------------------- | --------------------- |
| 1er                   | David Millar          | Royaume-Uni           | Cofidis-Le Crédit par Téléphone | 15 pts                |
| 2e                    | Lance Armstrong       | États-Unis            | US Postal Service               | DQ                    |
| 3e                    | Laurent Jalabert      | France                | ONCE-Deutsche Bank              | 10 pts                |
| 4e                    | Jan Ullrich           | Allemagne             | Deutsche Telekom                | 8 pts                 |
| 5e                    | David Cañada          | Espagne               | ONCE-Deutsche Bank              | 6 pts                 |

| Classement par points | Classement par points | Classement par points | Classement par points           | Classement par points |
| Coureur               | Coureur               | Pays                  | Équipe                          | Points                |
| --------------------- | --------------------- | --------------------- | ------------------------------- | --------------------- |
| 1er                   | David Millar          | Royaume-Uni           | Cofidis-Le Crédit par Téléphone | 15 pts                |
| 2e                    | Lance Armstrong       | États-Unis            | US Postal Service               | DQ                    |
| 3e                    | Laurent Jalabert      | France                | ONCE-Deutsche Bank              | 10 pts                |
| 4e                    | Jan Ullrich           | Allemagne             | Deutsche Telekom                | 8 pts                 |
| 5e                    | David Cañada          | Espagne               | ONCE-Deutsche Bank              | 6 pts                 |

| Classement de la montagne | Classement de la montagne | Classement de la montagne | Classement de la montagne | Classement de la montagne |
| Coureur                   | Coureur                   | Pays                      | Équipe                    | Points                    |
| ------------------------- | ------------------------- | ------------------------- | ------------------------- | ------------------------- |
| 1er                       | Marcel Wüst               | Allemagne                 | Festina                   | 5 pts                     |
| 2e                        | Frankie Andreu            | États-Unis                | US Postal Service         | 3 pts                     |
| 3e                        | François Simon            | France                    | Bonjour-Toupargel         | 1 pt                      |

| Classement de la montagne | Classement de la montagne | Classement de la montagne | Classement de la montagne | Classement de la montagne |
| Coureur                   | Coureur                   | Pays                      | Équipe                    | Points                    |
| ------------------------- | ------------------------- | ------------------------- | ------------------------- | ------------------------- |
| 1er                       | Marcel Wüst               | Allemagne                 | Festina                   | 5 pts                     |
| 2e                        | Frankie Andreu            | États-Unis                | US Postal Service         | 3 pts                     |
| 3e                        | François Simon            | France                    | Bonjour-Toupargel         | 1 pt                      |

| Classement du meilleur jeune | Classement du meilleur jeune | Classement du meilleur jeune | Classement du meilleur jeune    | Classement du meilleur jeune |
| Coureur                      | Coureur                      | Pays                         | Équipe                          | Temps                        |
| ---------------------------- | ---------------------------- | ---------------------------- | ------------------------------- | ---------------------------- |
| 1er                          | David Millar                 | Royaume-Uni                  | Cofidis-Le Crédit par Téléphone | 19 min 03 s                  |
| 2e                           | David Cañada                 | Espagne                      | ONCE-Deutsche Bank              | + 16 s                       |
| 3e                           | José Iván Gutiérrez          | Espagne                      | ONCE-Deutsche Bank              | + 53 s                       |
| 4e                           | Guido Trenti                 | Italie                       | Cantina Tollo-Regain            | + 55 s                       |
| 5e                           | Dario Pieri                  | Italie                       | Saeco-Valli & Valli             | + 1 min 03 s                 |

| Classement du meilleur jeune | Classement du meilleur jeune | Classement du meilleur jeune | Classement du meilleur jeune    | Classement du meilleur jeune |
| Coureur                      | Coureur                      | Pays                         | Équipe                          | Temps                        |
| ---------------------------- | ---------------------------- | ---------------------------- | ------------------------------- | ---------------------------- |
| 1er                          | David Millar                 | Royaume-Uni                  | Cofidis-Le Crédit par Téléphone | 19 min 03 s                  |
| 2e                           | David Cañada                 | Espagne                      | ONCE-Deutsche Bank              | + 16 s                       |
| 3e                           | José Iván Gutiérrez          | Espagne                      | ONCE-Deutsche Bank              | + 53 s                       |
| 4e                           | Guido Trenti                 | Italie                       | Cantina Tollo-Regain            | + 55 s                       |
| 5e                           | Dario Pieri                  | Italie                       | Saeco-Valli & Valli             | + 1 min 03 s                 |

| Classement par équipes | Classement par équipes          | Classement par équipes | Classement par équipes |
| Équipe                 | Équipe                          | Pays                   | Temps                  |
| ---------------------- | ------------------------------- | ---------------------- | ---------------------- |
| 1re                    | US Postal Service               | États-Unis             | 58 min 05 s            |
| 2e                     | ONCE-Deutsche Bank              | Espagne                | + 12 s                 |
| 3e                     | Festina                         | France                 | + 1 min 22 s           |
| 4e                     | Cofidis-Le Crédit par Téléphone | France                 | + 1 min 23 s           |
| 5e                     | Deutsche Telekom                | Allemagne              | + 1 min 36 s           |

| Classement par équipes | Classement par équipes          | Classement par équipes | Classement par équipes |
| Équipe                 | Équipe                          | Pays                   | Temps                  |
| ---------------------- | ------------------------------- | ---------------------- | ---------------------- |
| 1re                    | US Postal Service               | États-Unis             | 58 min 05 s            |
| 2e                     | ONCE-Deutsche Bank              | Espagne                | + 12 s                 |
| 3e                     | Festina                         | France                 | + 1 min 22 s           |
| 4e                     | Cofidis-Le Crédit par Téléphone | France                 | + 1 min 23 s           |
| 5e                     | Deutsche Telekom                | Allemagne              | + 1 min 36 s           |